# Carrer de Saragossa
El carrer de Saragossa és un carrer de la ciutat de Barcelona que va des del tram de l'avinguda de la Riera de Cassoles amb Via Augusta fins al carrer del Putget al tram situat paral·lelament amb l'inici del carrer d'Escipió.
Va ser obert el 1849 com a principal via d'accés al barri del Puget i va rebre el nom de carrer de Sant Felip. A partir de 1878 hi passava una línia de tramvies i a final del segle xix hi havia tota mena de comerços.